# Liste der Naturdenkmale in Steinhausen an der Rottum
| Naturdenkmale | Anzahl |
| ------------- | ------ |
| FND           | 0      |
| END           | 1      |
| Gesamt        | 1      |

Die Liste der Naturdenkmale in Steinhausen an der Rottum nennt die verordneten Naturdenkmale (ND) der im baden-württembergischen Landkreis Biberach liegenden Gemeinde Steinhausen an der Rottum. In Steinhausen an der Rottum gibt es insgesamt ein als Naturdenkmal geschütztes Objekt, es gibt kein flächenhaftes Naturdenkmal (FND), lediglich ein Einzelgebilde-Naturdenkmal (END).
Stand: 1. November 2016.

## Einzelgebilde (END)
| Name                                  | Bild | Kennung     | Einzelheiten                                                | Position | Fläche Hektar | Datum        |
| ------------------------------------- | ---- | ----------- | ----------------------------------------------------------- | -------- | ------------- | ------------ |
| Urbaum der Apfelsorte „Jakob Fischer“ |      | 84261130000 | Steinhausen an der Rottum 2010 abgestorben und 2021 gefällt | ⊙        | 0,0           | 1. Feb. 1994 |
| Legende für Naturdenkmal              |      |             |                                                             |          |               |              |